# Stoo Hample
Stuart E. Hample známý jako Stoo Hample či pseudonymy Joe Marthen nebo Turner Brown, Jr. (6. ledna 1926 Binghamton – 19. září 2010 New York) byl americký spisovatel, umělec, dramatik a karikaturista. Věnoval se literatuře pro děti. Nejznámější jeho díla jsou Children's Letters to God, The Silly Book  a komiks Inside Woody Allen.

## Životopis
Maloval již od dětství. Ve 17. letech nastoupil službu v Námořnictvu Spojených států, kde během druhé světové války sloužil dva roky na ponorkách. Absolvoval Williams College a také Univerzitu v Buffalu.
V roce 1946 během práce v reklamě, začal působit jako hudební karikaturista se symfonickým orchestrem na dětských a popových koncertech. Kreslil v přísném rytmu s hudbou. V roce 1948 byl autorem a hvězdou večerní komediální show Cartoon Capers na televizní stanici WBEN-TV v Buffalu a také dětské show s názvem Junior Jamboree na téže stanici. Občas uváděl dětskou show Birthday Housen pro společnost NBC a to hlavně v době, kdy zastupoval Paula Trippa. V roce 1950 se objevoval pravidelně na televizní stanici CBS, v dětském programu Captain Kangaroo jako Pan umělec. V 1955-56 byl asistentem Al Cappa. Následně vytvořil komiks Inside Woody Allen. během níž ukončil stáž v reklamně, protože současně se věnoval dalším komiksům. V tomtéž období se hrála jeho první hra Alms for the Middle Class, která měla premiéru v Public Theater Pittsburghu a v Geva Theater v New Yorku. V době jeho smrti pracoval na hře s jedním hercem All the Sincerity In Hollywood, která popisovla život rádiového komika Freda Allena. Hru režíroval Austin Pendleton, hlavní roli hrál Dick Cavett.

## Dílo

### Knihy
- The Silly Book (1961)
- Mr. Nobody & the Umbrella Bug (1962)
- Doodles the Deer-Horse (1963)
- Children's Letters to God (1966) (spolueditace s Ericem Marshallem)
- More Children's Letters to God (1967) (spolueditace s Ericem Marshallem)
- Blood for Holly Warner (1967)
- My Darling Mao (1968)
- Black Is (1969 - pod pseudonymem Turner Brown, Jr.)
- God is a Good Friend to Have (1969)
- Stu Hample's Silly Joke Book (1978)
- Non-Being & Somethingness (1978)
- Hugging, Hitting & Other Family Matters (1979)
- Yet Another Big, Fat, Funny Silly Book (1980)
- Children's Letters to God (1991) (spolueditace s Ericem Marshallem)
- Dear Mr. President (1993)
- Grandma, Grandpa & Me (1997)
- Me & My Dad (1999)
- My Mom's the Best Mom (2000)
- All the Sincerity in Hollywood (2001)
- You Stink! I Love You (2003)
- Happy Cat Day (2004)
- I Will Kiss You: Lots & Lots & Lots (2006)
- Stoo Hample's Book of Bad Manners (2006)
- Dread & Superficiality: Woody Allen as Comic Strip (2009)
- The Silly Book With CD (2010)

### Hry
- Alms for the Middle Class
- The Asshole Murder Case
- Paint the Icebergs
- The Most Trusted Man in America
- All the Sincerity in Hollywood

### Muzikály
- The Fig Leaves Are Falling (neoznačený spisovatel; hudba: Albert Hague, text: Allan Sherman)
- The Selling of the President (spoluspisovatel s Jackem O'Brienem; hudba: Bob James, text: O'Brien)
- Children's Letters to God (spisovatel; hudba: David Evans, text: Douglas Cohen)

### Televize
- Children's Letters to God (NBC Special)
- The Great Radio Comedians (PBS Special)
- Kate & Allie (CBS)
- That Girl in Wonderland
- Festival of Family Classics: Snow White and the Seven Dwarfs (ABC - animovaný)

### Komiks
- Inside Woody Allen
- Rich & Famous
- Children's Letters to God

### Časopisy
- Týdenní humorná stránka v New York Magazine nazvaná "The Apple," ilustroval Seymour Chwast, 1968
- Týdenní humorná stránka v New Times Magazine nazvaná "Fellow Citizens," ilustroval Seymour Chwast, 1969
- Měsíční komiksová stránka v Cat Fancy Magazine nazvaná "Tiger's Tales," 2006